# Complexo Esportivo da Ulbra
O Complexo Esportivo da Ulbra é um moderno complexo de esportes multiuso sediado na cidade de Canoas na região metropolitana de Porto Alegre no Estado do Rio Grande do Sul, Brasil. Pertence à Universidade Luterana do Brasil, mas atualmente foi firmado um acordo de utilização para o Club Sport Marítimo Brasil. 
Inaugurado em 2001, o local possui um estádio de futebol, pista de atletismo, além de uma estrutura moderna para preparação dos atletas. O principal mandante foi o Canoas Sport Club (anteriormente chamado de Sport Club Ulbra). 
O  Club Sport Marítimo Brasil manda seus jogos no estádio de futebol, o União Harmonia Futebol Clube da cidade também usa para jogos maiores.
O estádio de futebol já foi palco de importantes decisões como a final do Campeonato Gaúcho de 2004, Copa Internacional Cidade de Canoas-SUB 17 em 2005 vencida pela Seleção Brasileira SUB - 17 e da final do primeiro Campeonato Brasileiro SUB-20. 
O estádio tem, atualmente, capacidade para 10 mil pessoas, de acordo com a CBF.

## Galeria

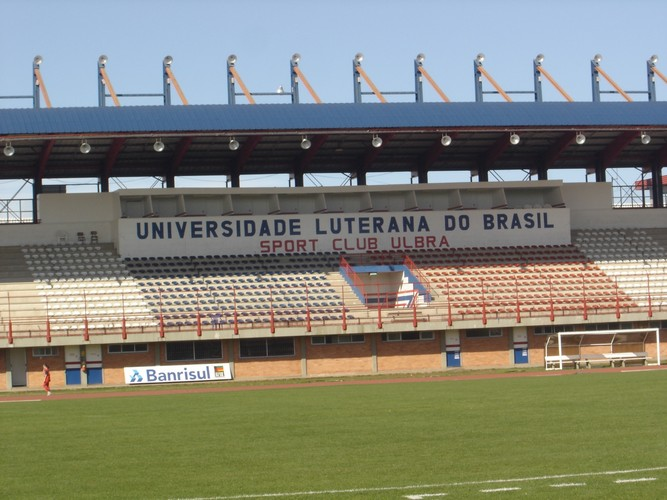
Estádio da Ulbra em 2008
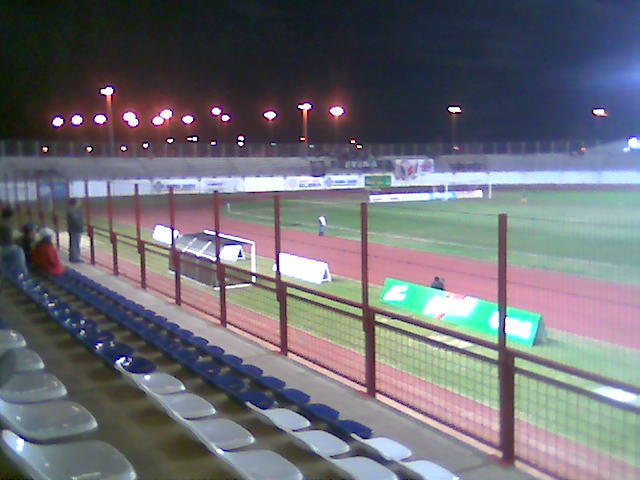
O Estádio em 2007